# Saint-Aubin (Grand Est)
Saint-Aubin è un comune francese di 608 abitanti situato nel dipartimento dell'Aube nella regione del Grand Est.

## Società

### Evoluzione demografica
Abitanti censiti